# Mory Konaté
Mory Konaté (ur. 15 listopada 1993 w Konakry) – piłkarz gwinejski grający na pozycji defensywnego pomocnika. Od 2020 jest piłkarzem klubu Sint-Truidense VV.

## Kariera klubowa
Swoją karierę piłkarską Konaté rozpoczął w klubie Satellite FC. W sezonie 2011/2012 zadebiutował w jego barwach w pierwszej lidze gwinejskiej. W sezonie 2013 wywalczył z nim wicemistrzostwo Gwinei. Grał w nim do końca sezonu 2013/2014.
Latem 2014 Konaté przeszedł do niemieckiego piątoligowego klubu VfL Alfter. Grał w nim przez trzy sezony. W 2017 roku został zawodnikiem czwartoligowego TuS Erndtebrück, a latem 2018 przeszedł do rezerw Borussii Dortmund, w których grał do końca 2019 roku.
Na początku 2020 roku Konaté trafił do belgijskiego Sint-Truidense VV. Zadebiutował w nim 8 lutego 2020 w wygranym 5:2 domowym spotkaniu z KAS Eupen.
| Sezon   | Klub                 | Kraj   | Rozgrywki            | Mecze | Gole |
| ------- | -------------------- | ------ | -------------------- | ----- | ---- |
| 2011/12 | Satellite FC         | Gwinea | Championnat National | ?     | ?    |
| 2013    | Satellite FC         | Gwinea | Championnat National | ?     | ?    |
| 2013/14 | Satellite FC         | Gwinea | Championnat National | ?     | ?    |
| 2014/15 | VfL Alfter           | Niemcy | Oberliga             | 12    | 2    |
| 2015/16 | VfL Alfter           | Niemcy | Oberliga             | 22    | 1    |
| 2016/17 | VfL Alfter           | Niemcy | Oberliga             | 27    | 6    |
| 2017/18 | TuS Erndtebrück      | Niemcy | Regionalliga         | 26    | 1    |
| 2018/19 | Borussia Dortmund II | Niemcy | Regionalliga         | 20    | 2    |
| 2019/20 | Borussia Dortmund II | Niemcy | Regionalliga         | 3     | 1    |
| 2019/20 | Sint-Truidense VV    | Belgia | Eerste klasse A      | 2     | 1    |
| 2020/21 | Sint-Truidense VV    | Belgia | Eerste klasse A      | 15    | 0    |

## Kariera reprezentacyjna
W reprezentacji Gwinei Konaté zadebiutował 3 stycznia 2022 roku w przegranym 0:3 towarzyskim meczu z Rwandą rozegranym w Kigali. W 2022 roku został powołany do kadry na Puchar Narodów Afryki 2021. Rozegrał na nim jeden mecz, grupowy z Senegalem (0:0).